# Hummer H2
L'Hummer H2  è un veicolo di tipo SUV prodotto dalla casa automobilistica statunitense AM General dal 2003 al 2009 e secondo della linea Hummer.

## Profilo e contesto

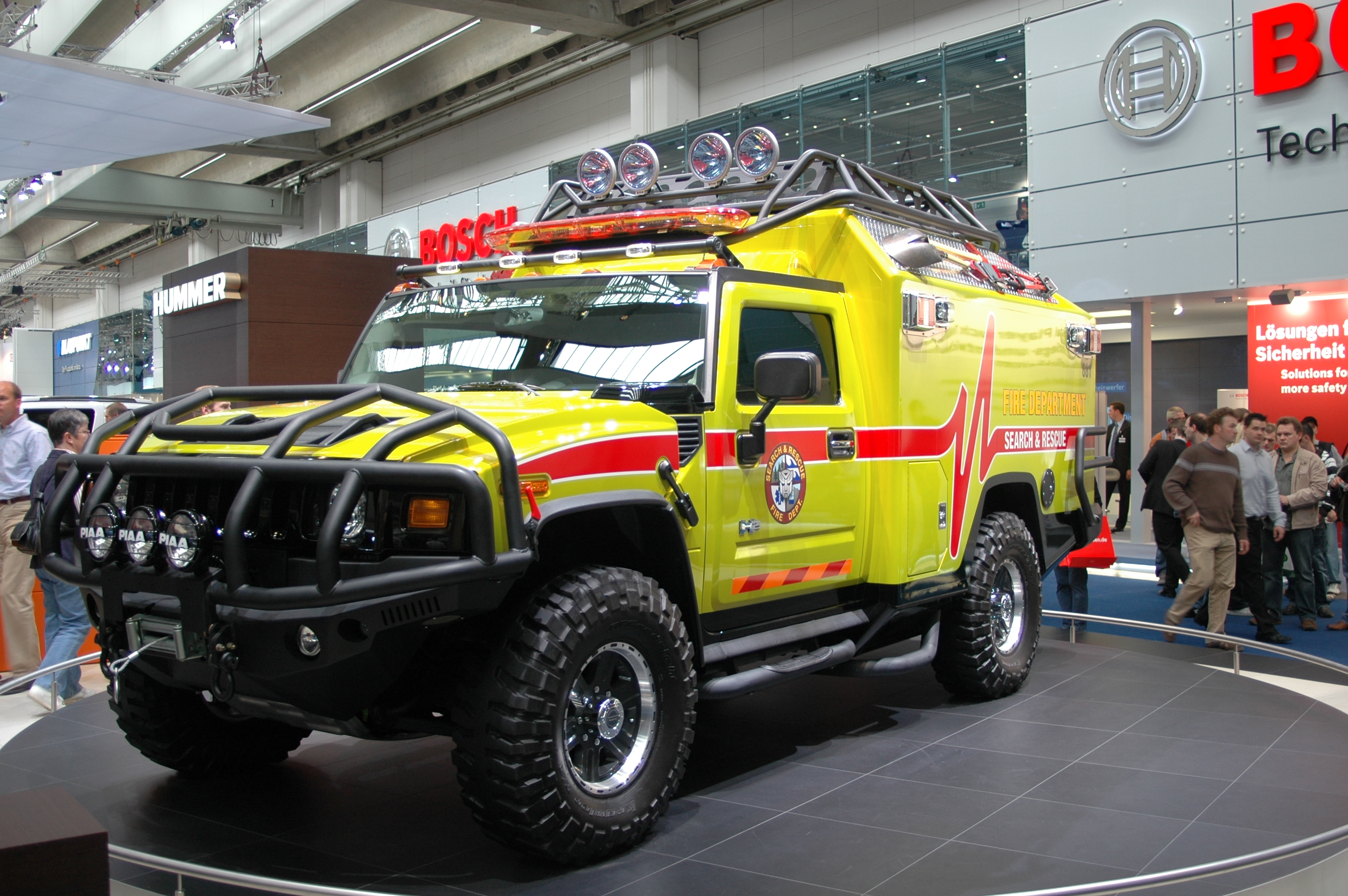
Un Hummer H2 utilizzato in Transformers

È stato costruito sotto contratto da General Motors in una fabbrica appositamente costruita a Mishawaka, Indiana. Veniva anche prodotto a Kaliningrad, in Russia. Il telaio del veicolo è composto da 3 sezioni: la parte anteriore utilizza il telaio del GMC 2500 modificato, la parte centrale è stata progettata da zero mentre la sezione posteriore utilizza un telaio modificato di un GMC 1500. Tutte queste tre componenti vengono rinforzate per sopportare il peso di 2,7 tonnellate a vuoto.
Il veicolo è lungo 516,9 cm, largo 206,5 cm ed è alto 197,6 cm. Ha un passo di 311,9 cm.
Le Hummer H2 prodotte dal 2003 al 2007 montavano di serie un cambio automatico con convertitore di coppia a 4 rapporti 4L65E, mentre quelle prodotte tra il 2007 e il 2009 montavano un cambio un convertitore di coppia a 6 rapporti 6L80E abbinato al motore 6.2 V8 che faceva si di ottenere prestazioni e consumi migliori rispetto al vecchio 4L65E. Tutte le versioni sono dotate di trazione integrale permanente con marce ridotte con i differenziali bloccabili e un selettore dove si può decidere tra marce ridotte e lunghe.

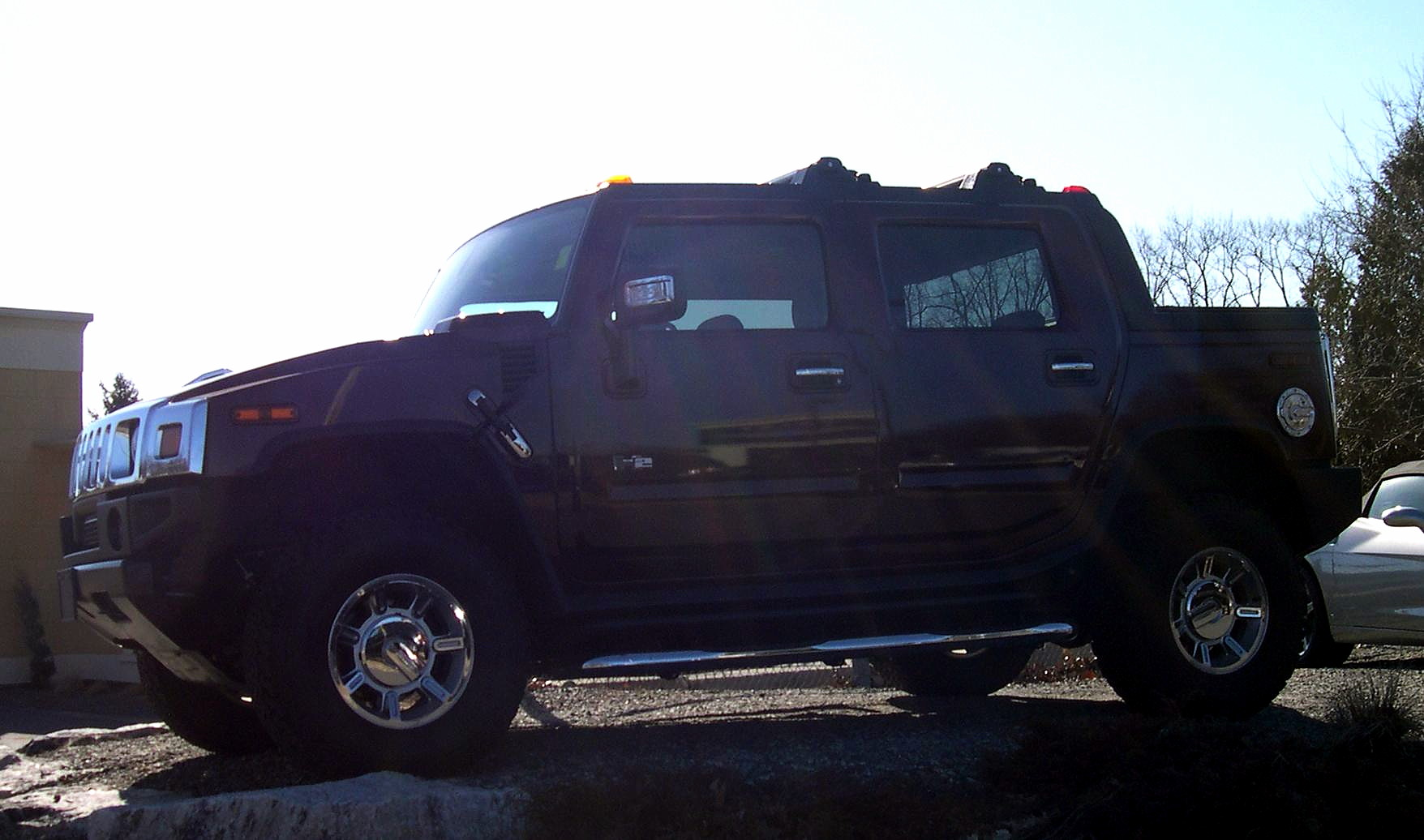
Un Hummer H2 SUT

L'Hummer H2 è stata prodotta anche in versione SUT (Sport Utility Truck), ovvero in versione Pick-up rimuovendo la parte posteriore del tetto, i vetri laterali, il lunotto e i lamierati sopra il vano bagagliaio, che diventava una sorta di cassone.

### Accessori
Le dotazioni standard includono aria condizionata con comandi a clima trizona, volante in pelle con comandi radio, cruise control, tappezzeria in pelle, sedili anteriori e posteriori riscaldati, sedili anteriori regolabili con 8 posizioni, sistema a doppia memoria, sistema audio BOSE premium, cambia CD a 6 dischi, indicatore di temperatura esterna, bussola, comandi radio posteriori, apertura universale per garage e avvio a distanza (2008-2009). Monta di serie sia davanti che dietro degli pneumatici 315/70 su cerchi da 17 pollici.
Gli optional comprendono una sospensione posteriore regolabile, un tetto apribile, una telecamera di retrovisione, un sistema di intrattenimento DVD, un sistema di navigazione, una scaletta, una griglia personalizzata e di ruota di scorta cromata da 20 pollici.

### Consumi e autonomia
L'Hummer H2 ha un serbatoio da 121 litri di capacità. La casa madre dichiarava un consumo nella versione 6.0 V8 nel ciclo urbano di 24,5 L/100 km (4 chilometri per litro). Nel ciclo extraurbano dichiarava 14,4 L/100 km (7 chilometri al litro).

## Motorizzazioni
I motori sono di derivazione General Motors Small Block LS denominati "Vortec" e vengono montati da molti SUV e Pick-up del gruppo americano, come la Cadillac Escalade.
Le motorizzazioni per l'Hummer H2 sono tutte V8 a benzina, inizialmente con motore 6.0 dal 2003 al 2007, dal 2007 al 2009 il 6.0 V8 viene sostituito con un motore 6.2 V8 più potente da 393 CV.
- 2003–2007: 6.0 L V8 da  316 CV @ 5200 rpm con Coppia massima 490 n.m @ 4400 rpm e Tempo da 0 a 100 km/h: 10,9 secondi
- 2005–2007: 6.0 L V8 da 325 CV @ 5200 rpm  con coppia massima 490 n.m @ 4400 rpm e Tempo da 0 a 100 km/h: 10,7 secondi
- 2008–2009: 6.2 L V8 da 393 CV @ 5700 rpm con Coppia massima 574 n.m @ 4400 rpm e Tempo da 0 a 100 km/h: 9,5 secondi

## Nella cultura di massa
- Il Transformer Ratchet è un'autoambulanza basata sull'Hummer H2.